# Lei secreta
Lei secreta é um estatuto, regulamentação, política ou diretriz emitida por órgãos do governo e mantido em segredo daqueles a quem se aplica. As leis secretas podem constituir abuso de poder uma vez que impõem a vontade de um sobre a de outro, tendo por base o exercício do poder, sem considerar as leis vigentes.

## História
O termo tem sido usado em referência as chamadas medidas contra-terrorismo adotadas inicialmente no governo de George W. Bush nos Estados Unidos, depois dos Ataques de 11 de setembro de 2001. O USA PATRIOT Act tem sido referido por senadores e representantes do povo como tendo interpretações secretas.
Tais leis eram comuns na União Soviética e países do Pacto de Varsóvia.[carece de fontes?]
Leis secretas também eram ditadas pelo governo de Augusto Pinochet a partir de 11 de setembro de 1973.

## Literatura
O tema do uso de leis secretas e seus efeitos negativos foi abordado no livro de Franz Kafka, O Processo.